# Šelkovskoj rajon
Lo Šelkovskoj rajon (in russo Шелковской район?) è un rajon (distretto) della Repubblica Autonoma della Cecenia, in Russia.